# IC 4103
IC 4103 је спирална галаксија у сазвјежђу Ловачки пси која се налази на листи објеката дубоког неба у Индекс каталогу.
Деклинација објекта је + 38° 0' 59" а ректасцензија 13h 2m 19,1s. Привидна величина (магнитуда) објекта IC 4103 износи 15,7 а фотографска магнитуда 16,5. IC 4103 је још познат и под ознакама MCG 6-29-19, PGC 44989.